# Bhoja Air
Bhoja Air war eine private pakistanische Fluggesellschaft mit Sitz in Karatschi und Basis auf dem Jinnah International Airport.

## Geschichte
Am 7. November 1993 nahm Bhoja Air mit Inlandsstrecken zwischen Karatschi, Lahore und Quetta den Betrieb mit einer geleasten Boeing 737-200 auf. Die Maschine war in Pakistan registriert; damit war Bhoja die erste private Fluggesellschaft Pakistans, die ein im Westen hergestelltes Flugzeug betrieb. Wegen finanzieller Schwierigkeiten stellte die Gesellschaft im Jahr 2000 den Betrieb ein, wurde jedoch 2011 wiederbelebt und führte am 6. März 2012 wieder ihren ersten Flug durch.
Nach dem Unfall einer Boeing 737 auf dem Bhoja-Air-Flug 213 am 20. April 2012 entzog die pakistanische Luftfahrtaufsicht der Gesellschaft jedoch bis auf Weiteres aus Sicherheitsgründen die Betriebslizenz. Der Flugbetrieb wurde seither nicht wieder aufgenommen, die Webseite nicht aktualisiert.

## Flugziele
Bhoja Air bot ausschließlich Linienflüge innerhalb Pakistans an.

## Flotte
Mit Stand April 2012 bestand die Flotte aus vier Flugzeugen:
| Flugzeugtyp    | Anzahl | bestellt | Anmerkungen |
| -------------- | ------ | -------- | ----------- |
| Boeing 737-200 | 3      |          |             |
| Boeing 737-400 | 1      |          |             |
| Gesamt         | 4      | –        |             |

## Zwischenfälle
- Am 20. April 2012 stürzte eine Boeing 737-200 mit dem Luftfahrzeugkennzeichen AP-BKC auf dem Flug von Jinnah nach Islamabad ab, alle 127 Menschen an Bord kamen ums Leben.[3] Bhoja Air hatte das Flugzeug von Shaheen Air gekauft und im März 2012 in Dienst gestellt (siehe auch Bhoja-Air-Flug 213).[4]